# 軍需省
軍需省（ぐんじゅしょう、英語: Ministry of Munitions）は、太平洋戦争中の1943年（昭和18年）に軍需品増産の必要性から設置された日本の行政機関の一つ。軍需大臣（ぐんじゅだいじん）を長として、軍需次官以下、内部部局の大臣官房、総動員局と八つの局、および外局、さらに地方支分部局によって構成され、軍需関連会社を所管した。

## 概要
1943年（昭和18年）11月1日、勅令第824号「軍需省官制」に基づき、商工省の大半と企画院の国家総動員部門を統合して設置された省。軍部と密接に関わる行政だったことから陸海軍人が要職に就く例が多かった。1945年2月、戦局の更なる悪化、本土への空襲の本格化に対応して軍需工場の疎開を円滑に行う為、省内に臨時生産防衛対策中央本部が設置された。同本部の総裁は軍需大臣、事務総長は総動員局長、事務次長は総動員局第2部長がそれぞれ就いた。戦後の進駐軍上陸を目前としていた1945年8月26日、椎名悦三郎次官らの指導によって商工省に名称を復した。

## 軍需省の組織
- 大臣官房
  - 文書課
- 総動員局
  - 総務部
    - 総務課
    - 考査課

  - 監理部
  - 第2部
  - 総動員課
  - 生産拡大課
- 航空兵器総局
  - 総務局
    - 総務課

  - 第1局
  - 第2局
    - 射爆課 - 雷撃兵器の生産指導、監督などの業務を含む
    - 局附 - 局内兵器行政の総合事務

  - 第3局[2]
    - 物資課 - アルミ返り材の回収などの業務を含む
    - 木材課 - 木製航空機用の硬木の生産、配給などの業務を含む
- 機械局
  - 産業機械課
- 鉄鋼局
- 軽金属局
- 非鉄金属局
- 化学局
  - 工業用塩自給推進本部
- 燃料局
  - 石油部
  - 石炭部
- 電力局

### 外局他
- 企業整備本部
- 燃料研究所
- 中央度量衡検定所
- 地質調査所
- 機械試験所
- 臨時生産防衛対策中央本部
  - 建設部

### 地方支分部局

#### 軍需監理部

##### 1943年11月1日設置
逓信局から移管された電力行政に関し、引き続き各逓信局内に電力事務室が置かれたが、一部を除き順次廃止され軍需管理部に統合された。
- 札幌軍需監理部（札幌市：樺太、北海道）
  - 電力事務室（札幌市、札幌逓信局内に設置）
- 仙台軍需監理部（仙台市：青森県、岩手県、宮城県、秋田県、山形県、福島県）
  - 電力事務室（仙台市、仙台逓信局内に設置。1943年12月9日廃止[3]）
- 東京軍需監理部（東京都麹町区：茨城県、栃木県、群馬県、埼玉県、千葉県、東京都、神奈川県、山梨県）
  - 電力事務室（東京都赤坂区、東京逓信局内に設置）
- 名古屋軍需監理部（名古屋市：岐阜県、静岡県、愛知県、三重県）
  - 電力事務室（名古屋市、名古屋逓信局内に設置。1944年1月28日廃止[4]）
- 新潟軍需監理部（新潟市：新潟県、富山県、石川県、福井県、長野県）
  - 富山出張所（富山市）
  - 電力事務室（新潟市、新潟逓信局内に設置。1944年2月15日廃止[5]）
- 大阪軍需監理部（大阪市：滋賀県、京都府、大阪府、兵庫県、奈良県、和歌山県）
  - 電力事務室（大阪市、大阪逓信局内に設置。1944年1月13日廃止[6]）
- 広島軍需監理部（広島市：鳥取県、島根県、岡山県、広島県、山口県）
  - 宇部出張所（宇部市）
  - 電力事務室（広島市、広島逓信局内に設置。1944年1月19日廃止[7]）
- 松山軍需監理部（松山市：徳島県、香川県、愛媛県、高知県）
  - 電力事務室（広島市、広島逓信局内に設置。1944年1月19日広島軍需監理部と同じ広島県庁内に移転[7]。1944年2月15日廃止[5]）
- 福岡軍需監理部（福岡市：福岡県、佐賀県、長崎県、熊本県、大分県、宮崎県、鹿児島県、沖縄県）
  - 八幡分室（八幡市）
  - 電力事務室（熊本市、熊本逓信局内に設置）

脚注以外の出典：軍需省ノ事務所及其ノ出張所ノ名稱等を定メル件（昭和18年軍需省告示第1号）。

##### 1944年4月1日改称
都市名から地域名に名称を変更。特記なき限り所在都市及び所管区域に変更はない。
- 北海軍需監理部（←札幌軍需監理部）
  - 樺太出張所（豊原市。1944年6月5日設置[8]。1945年2月10日樺太支所に改組[9]）
  - 電力事務室
- 東北軍需監理部（←仙台軍需監理部）
- 関東軍需監理部（←東京軍需監理部。1945年2月10日、所管区域に新潟県と長野県を追加[9]）
  - 新潟支所（新潟市。1945年2月10日設置[9]）
  - 長野支所（長野市。1945年2月10日設置[9]）
  - 神奈川支所（横浜市。1945年5月10日設置[10]）
  - 埼玉支所（浦和市。1945年5月10日設置[10]）
  - 群馬支所（前橋市。1945年5月10日設置[10]）
  - 千葉支所（千葉市。1945年5月10日設置[10]）
  - 茨城支所（水戸市。1945年5月10日設置[10]）
  - 栃木支所（宇都宮市。1945年5月10日設置[10]）
  - 山梨支所（甲府市。1945年5月10日設置[10]）
  - 電力事務室（東京都赤坂区、東京逓信局内から1945年2月12日東京都麹町区内幸町1丁目2番地（関東軍需監理部の隣）に移転[11]）
- 東海軍需監理部（←名古屋軍需監理部。1945年2月10日、所管区域に富山県と石川県を追加[9]）
  - 富山支所（富山市。1945年2月10日設置[9]）
  - 石川支所（金沢市。1945年2月10日設置[9]）
  - 静岡支所（静岡市。1945年5月10日設置[10]）
  - 岐阜支所（岐阜市。1945年5月10日設置[10]）
  - 三重支所（津市。1945年5月10日設置[10]）
- 北陸軍需監理部（←新潟軍需監理部。1945年2月10日廃止[9]）
  - 富山出張所（富山市。1945年2月10日廃止[9]）
- 近畿軍需監理部（←大阪軍需監理部。1945年2月10日、所管区域に福井県を追加[9]）
  - 福井支所（福井市。1945年2月10日設置[9]）
- 中国軍需監理部（←広島軍需監理部）
  - 宇部出張所（宇部市。1944年4月4日廃止[12]）
- 四国軍需監理部（←松山軍需監理部）
- 九州軍需監理部（←福岡軍需監理部）

- 八幡分室（八幡市。1944年5月6日廃止）

- 電力事務室（熊本市、熊本逓信局内に設置。1944年4月6日廃止）

脚注以外の出典：軍需省ノ事務所及其出張所ノ名稱等中改正（昭和19年軍需省告示第219号）。

#### 地方軍需監理局
1945年6月10日、軍需監理部に代わり地方軍需監理局として、「地方総監ノ管理ニ属シ地方ニ於ケル軍需大臣所管事項ニシテ軍需大臣ノ指定スルモノヲ掌ル」機関となった。所在都市に変更はない。なお、1945年8月26日軍需省廃止により、各地方総監府に統合された。
- 北海地方軍需監理局（樺太、北海道）
- 東北地方軍需監理局（青森県、岩手県、宮城県、秋田県、山形県、福島県）
- 関東信越地方軍需監理局（茨城県、栃木県、群馬県、埼玉県、千葉県、東京都、神奈川県、山梨県、新潟県、長野県）
- 東海北陸地方軍需監理局（岐阜県、静岡県、愛知県、三重県、富山県、石川県）
- 近畿地方軍需監理局（滋賀県、京都府、大阪府、兵庫県、奈良県、和歌山県、福井県）
- 中国地方軍需監理局（鳥取県、島根県、岡山県、広島県、山口県）
- 四国地方軍需監理局（徳島県、香川県、愛媛県、高知県）
- 九州地方軍需監理局（福岡県、佐賀県、長崎県、熊本県、大分県、宮崎県、鹿児島県、沖縄県）

出典：地方軍需監理局官制（昭和20年勅令第357号）。かっこ内に示す所管区域は地方総監府官制（昭和20年勅令第350号）。

#### 鉱山監督局
軍需省設置に伴い、従来商工大臣の管理に属していた鉱山監督局をそのまま継承した。なお、樺太においては樺太庁経済部が所管した。
- 東京鉱山監督局（東京都、1944年1月20日高崎市に移転[17]：東京都、神奈川県、新潟県、埼玉県、群馬県、千葉県、茨城県、栃木県、愛知県、静岡県、山梨県、岐阜県、長野県）
- 仙台鉱山監督局（仙台市：宮城県、福島県、岩手県、青森県、山形県、秋田県）
- 大阪鉱山監督局（大阪市：京都府、大阪府、兵庫県、奈良県、三重県、滋賀県、福井県、石川県、富山県、鳥取県、島根県、岡山県、広島県、和歌山県、徳島県、香川県、愛媛県、高知県）
- 福岡鉱山監督局（福岡市：長崎県、山口県、福岡県、大分県、佐賀県、熊本県、宮崎県、鹿児島県、沖縄県）
- 札幌鉱山監督局（札幌市：北海道）

脚注以外の出典：鑛山監督局官制（大正13年勅令第367号）

#### 地方鉱山局
1944年6月1日、鉱山監督局は地方鉱山局に改称され、所管区域も一部変更された。所在都市に変更はない。なお、1945年8月26日軍需省廃止により再び商工大臣の管理に戻された後、1946年1月4日、地方行政事務局長官又は北海道庁長官の管理に属する機関として新設された地方商工局に統合され、その鉱山部となった。
- 東部地方鉱山局（←東京鉱山監督局：東京都、神奈川県、新潟県、埼玉県、群馬県、千葉県、茨城県、栃木県、愛知県、静岡県、山梨県、岐阜県、長野県、三重県、福井県、石川県、富山県。1945年3月1日、所管区域から福井県を削る[20]）
- 東北地方鉱山局（←仙台鉱山監督局：所管区域変更なし）
- 西部地方鉱山局（←大阪鉱山監督局：京都府、大阪府、兵庫県、奈良県、滋賀県、鳥取県、島根県、岡山県、広島県、和歌山県、徳島県、香川県、愛媛県、高知県。1945年3月1日、所管区域に福井県を追加[20]）
- 九州地方鉱山局（←福岡鉱山監督局：所管区域変更なし）
- 北海地方鉱山局（←札幌鉱山監督局：所管区域変更なし）

出典：鑛山監督局官制中改正（昭和19年勅令第325号）

#### 地方燃料局
1942年4月1日、アルコールの専売に関する事務が大蔵省専売局から商工省燃料局に移管された際、その地方機関として、東京、大阪、熊本、札幌に酒精局が新設された。1943年7月1日、酒精局は石油の専売についても分掌して地方燃料局に改称されるとともに、熊本を廃して福岡に設置、さらに広島及び新潟にも新設された。同年11月1日軍需省設置に伴い、商工省燃料局に設置されていた地方燃料局をそのまま移管した。1945年8月1日廃止され、地方軍需監理局に統合された。
- 東京地方燃料局（東京都：東京都、神奈川県、埼玉県、千葉県、群馬県、茨城県、栃木県、福島県、宮城県、山梨県、静岡県。1944年8月20日、管轄区域から静岡県を削り山形県、岩手県、青森県、秋田県を追加[26]）
- 大阪地方燃料局（大阪市：大阪府、京都府、兵庫県、奈良県、和歌山県、滋賀県、愛知県、岐阜県、三重県、福井県。1944年8月20日、管轄区域から福井県を削り静岡県を追加[26]）
- 広島地方燃料局（広島県：広島県、岡山県、鳥取県、島根県、山口県（下関市を除く）、香川県、徳島県、高知県、愛媛県）
- 福岡地方燃料局（福岡市：福岡県、熊本県、大分県、長崎県、佐賀県、鹿児島県、宮崎県、沖縄県、山口県のうち下関市）
- 新潟地方燃料局（新潟市：新潟県、山形県、岩手県、青森県、秋田県、長野県、富山県、石川県。1944年8月20日、管轄区域から山形県、岩手県、青森県、秋田県を削り福井県を追加[26]）
- 札幌地方燃料局（札幌市：北海道、樺太）

## 軍需省の人事
| 氏名       | 任             | 免             | 備考                                 |
| ---------- | -------------- | -------------- | ------------------------------------ |
| 東條英機   | 1943年11月1日  | 1944年7月22日  | 内閣総理大臣の兼務。陸軍大将         |
| 藤原銀次郎 | 1944年7月22日  | 1944年12月19日 | 小磯内閣                             |
| 吉田茂     | 1944年12月19日 | 1945年4月7日   | 小磯内閣                             |
| 豊田貞次郎 | 1945年4月7日   | 1945年8月17日  | 一時期運輸通信大臣を兼ねた。鈴木内閣 |
| 中島知久平 | 1945年8月17日  | 1945年8月26日  | 廃止・商工大臣へ                     |

| 氏名       | 任            | 免            | 備考                                 |
| ---------- | ------------- | ------------- | ------------------------------------ |
| 岸信介     | 1943年11月1日 | 1944年7月22日 | 国務大臣の兼務。前商工大臣。東條内閣 |
| 椎名悦三郎 | 1944年7月23日 | 1944年7月28日 | 心得。総動員局長の兼務               |
| 竹内可吉   | 1944年7月28日 | 1945年4月10日 |                                      |
| 椎名悦三郎 | 1945年4月10日 | 1945年8月25日 | 総動員局長事務取扱                   |

| 氏名     | 任            | 免            | 備考 |
| -------- | ------------- | ------------- | ---- |
| 松村光三 | 1944年9月1日  | 1945年4月11日 |      |
| 野田武夫 | 1945年5月25日 | 1945年8月22日 |      |

| 氏名     | 任             | 免             | 備考 |
| -------- | -------------- | -------------- | ---- |
| 津田広   | 1943年11月1日  | 1944年11月18日 |      |
| 山田秀三 | 1944年11月18日 | 1945年8月25日  |      |

| 氏名       | 任           | 免            | 備考 |
| ---------- | ------------ | ------------- | ---- |
| 岡松成太郎 | 1945年6月6日 | 1945年8月25日 |      |

| 氏名       | 任             | 免             | 備考                  |
| ---------- | -------------- | -------------- | --------------------- |
| 美濃部洋次 | 1943年11月1日  | 1944年11月18日 |                       |
| 美濃部洋次 | 1944年11月18日 | 1945年3月22日  | 総動員局第2部長の兼務 |
| 橋井真     | 1945年3月22日  | 1945年8月25日  |                       |

| 氏名     | 任            | 免            | 備考 |
| -------- | ------------- | ------------- | ---- |
| 難波経一 | 1943年11月1日 | 1944年6月10日 |      |
| 末永術   | 1944年6月10日 | 1945年6月5日  |      |

| 氏名       | 任            | 免            | 備考                                |
| ---------- | ------------- | ------------- | ----------------------------------- |
| 中西貞喜   | 1943年11月1日 | 1945年4月5日  | 陸軍少将（後に中将）                |
| 久保田芳雄 | 1945年5月5日  | 1945年5月10日 | 航空兵器総局第3局長の兼務。海軍少将 |
| 山之内二郎 | 1945年5月5日? |               | 陸軍少将                            |

| 氏名     | 任            | 免            | 備考     |
| -------- | ------------- | ------------- | -------- |
| 遠藤三郎 | 1943年11月1日 | 1945年8月25日 | 陸軍中将 |

| 氏名       | 任            | 免            | 備考                             |
| ---------- | ------------- | ------------- | -------------------------------- |
| 大西瀧治郎 | 1943年11月1日 | 1944年10月5日 | 海軍中将                         |
| 遠藤三郎   | 1944年10月5日 | 1944年10月7日 | 事務取扱。航空兵器総局長官の兼務 |
| 酒巻宗孝   | 1944年10月7日 | 1945年8月25日 | 海軍中将                         |

| 氏名     | 任            | 免            | 備考                             |
| -------- | ------------- | ------------- | -------------------------------- |
| 原田貞憲 | 1943年11月1日 | 1945年4月21日 | 陸軍少将                         |
| 駒村利三 | 1945年4月21日 | 1945年8月25日 | 6月6日から兵器局と改称。陸軍中将 |

| 氏名       | 任            | 免            | 備考              |
| ---------- | ------------- | ------------- | ----------------- |
| 多田力三   | 1943年11月1日 | 1945年5月15日 | 海軍機関中将      |
| 駒村利三   | 1945年5月15日 | 1945年6月5日  | 総局第1局長の兼務 |
| 久保田芳雄 | 1945年6月6日  | 1945年8月25日 | 資材局と改称      |

| 氏名       | 任            | 免            | 備考         |
| ---------- | ------------- | ------------- | ------------ |
| 久保田芳雄 | 1943年11月1日 | 1945年6月5日  |              |
| 太田輝     | 1945年6月6日  | 1945年8月25日 | 経理局と改称 |

| 氏名   | 任            | 免           | 備考 |
| ------ | ------------- | ------------ | ---- |
| 太田輝 | 1943年11月1日 | 1945年6月5日 |      |

| 氏名     | 任           | 免            | 備考 |
| -------- | ------------ | ------------- | ---- |
| 難波経一 | 1945年6月6日 | 1945年8月25日 |      |

| 氏名     | 任           | 免            | 備考 |
| -------- | ------------ | ------------- | ---- |
| 赤間文三 | 1945年6月6日 | 1945年8月25日 |      |

| 氏名       | 任            | 免            | 備考                     |
| ---------- | ------------- | ------------- | ------------------------ |
| 椎名悦三郎 | 1943年11月1日 | 1944年4月10日 |                          |
| 椎名悦三郎 | 1944年4月10日 | 1945年6月6日  | 事務取扱。軍需次官の兼務 |
| 高嶺明達   | 1945年6月6日  | 1945年8月25日 | 後に日本規格協会理事長   |

| 氏名       | 任             | 免        | 備考 |
| ---------- | -------------- | --------- | ---- |
| 美濃部洋次 | 1944年11月18日 | 1945年6月 |      |

| 氏名       | 任            | 免            | 備考     |
| ---------- | ------------- | ------------- | -------- |
| 美奈川武保 | 1943年11月1日 | 1945年8月25日 | 海軍少将 |

| 氏名       | 任            | 免            | 備考                     |
| ---------- | ------------- | ------------- | ------------------------ |
| 塩原時三郎 | 1943年11月1日 | 1944年4月11日 | 後に逓信院総裁           |
| 岸信介     | 1944年4月11日 | 1944年4月19日 | 事務取扱。軍需次官の兼務 |
| 荒木万寿夫 | 1944年4月19日 | 1945年8月25日 |                          |

| 氏名       | 任            | 免            | 備考                 |
| ---------- | ------------- | ------------- | -------------------- |
| 菱沼勇     | 1943年11月1日 | 1944年6月10日 |                      |
| 難波経一   | 1944年6月10日 | 1945年6月6日  |                      |
| 榎本隆一郎 | 1945年6月6日  | 1945年8月25日 | 海軍少将（後に中将） |

| 氏名     | 任             | 免             | 備考                     |
| -------- | -------------- | -------------- | ------------------------ |
| 岸信介   | 1943年11月1日  | 1943年11月13日 | 事務取扱。軍需次官の兼務 |
| 加賀山一 | 1943年11月13日 | 1944年10月17日 |                          |
| 奥田新三 | 1944年10月17日 | 1945年6月6日   | 6月6日鉱山局に改称       |

| 氏名     | 任           | 免            | 備考             |
| -------- | ------------ | ------------- | ---------------- |
| 奥田新三 | 1945年6月6日 | 1945年8月25日 | 非鉄金属局を改称 |

### 部長
- 総動員局総務部長：石川信吾海軍少将(1943年11月～1944年11月)
- 総動員局総務部長：一宮義之海軍少将(1945年5月5日～1945年8月26日)
- 総動員局監理部長：渡辺渡陸軍少将(1943年11月1日～1944年11月5日、前職は企画院第1部長)
- 燃料局石油部長：榎本隆一郎海軍少将(1944年7月～1945年6月、燃料局長へ)
- 燃料局石炭部長：北野重雄（1944年11月～1945年6月）

### 課長
- 大臣官房文書課長：北野重雄（1943年11月～1944年11月、軍需書記官兼務）
- 航空兵器総局総務課長：松下勇三陸軍大佐（1943年11月1日～1945年8月）
- 機械局産業機械課長：松田武陸軍大佐(：1943年11月～1945年6月、航空兵器総局附へ)
- 総動員局総務部考査課長：山本高行（1943年11月～1945年6月）
- 総動員局総務課長：山本高行（1945年6月～1945年8月）

### 軍需官他
- 軍需官：石川準吉(防空総本部事務官兼任)
- 軍需官：山之内二郎陸軍大佐(1943年11月10日～1945年3月1日。中部軍管区参謀副長を経て軽金属局長)
- 軍需官：長山三男陸軍少将（1945年2月24日～）
- 軍需官（火薬対策班長）：岡田菊三郎陸軍少将（1945年3月～）[27]
- 軍需官：金子倫介陸軍中佐（1945年4月5日～）
- 航空兵器総局附：松田武陸軍大佐(1944年～1945年、陸軍航空本部部員兼任：後に航空幕僚長)

### 地方支分部局

#### 東京軍需監理部長
- 伍賀啓次郎海軍中将(1943年12月27日～1944年11月1日)
- 妹尾知之海軍中将(1944年11月1日～1945年5月1日)
- 小畑愛喜海軍中将(1945年5月1日～解体)

※1944年11月1日より東京軍需監理部は関東軍需監理部へ名称変更
※1945年6月10日より関東軍需監理部は関東信越軍需管理局へ名称変更。
※1945年3月10日より軍人は一律軍需監理部次長へ格下げされた。
※1945年6月10日より軍需監理局長官へ呼称変更
※上記2つの変更と局への格上げは以下も同じ。

#### 近畿軍需監理部長
- 長谷川治良陸軍中将(1943年12月27日～1945年2月24日)
- 岡崎清三郎陸軍中将(1945年2月24日～1945年7月21日)
- 小柳津政雄陸軍中将(1945年7月28日～解体)

#### 東海軍需監理部長
- 岡田資陸軍中将(1943年12月27日～1945年2月1日)
- 阪口芳太郎陸軍中将(1945年2月1日～1945年6月6日)
- 鳥田隆一陸軍中将(1945年6月6日～解体)

#### 中国軍需監理部長
- 秋山徳三郎陸軍中将(1943年12月27日～1944年11月1日)
- 秋永月三陸軍中将(1944年11月11日～1945年4月16日)
- 原乙未生陸軍中将(1945年4月16日～解体、軍需官兼任)

#### 福岡軍需監理部長
- 堀内茂礼海軍中将(1943年12月27日～1944年8月12日)
- 鉾立金矢海軍中将(1944年8月12日～1945年9月15日)

#### 新潟軍需監理部長
- 桑原虎雄海軍中将(1943年12月27日～1945年2月11日)